# Lahonce
Lahonce é uma comuna francesa na região administrativa da Nova Aquitânia, no departamento dos Pirenéus Atlânticos. Estende-se por uma área de 9,47 km². Em 2010 a comuna tinha 2 516 habitantes (densidade: 265,7 hab./km²).